# Isfahan
Isfahan ali Eşfahān (v zgodovini znan tudi kot Ispahan, Aspadana - staro perzijsko), اصفهان - perzijsko) je mesto v Iranu. Nahaja se približno 340 km južno od Teherana in je glavno mesto istoimenske province.
Ima 1.583.609 prebivalcev in je tretje največje mesto v Iranu za Teheranom in Mašhadom. Metropolitanska regija Isfahan ima 3.430.353 prebivalcev in je leta 2006 postala po velikosti druga metropolitanska regija za Tehranom.
Mesta Zarrinšar, Fooladšar in Najafabad, Se-deh , Šahin-šar, Mobarakeh, Falavarjan in Čarmahin sodijo pod metropolitansko regijo Isfahan. Isfahan leži na stičišču glavnih smeri sever-jug in vzhod-zahod in je bil nekoč eno največjih mest na svetu. Pod Safavidi je cvetel v letih med 1050 - 1722, še posebej v 16. stoletju, ko je že drugič v svoji zgodovini postal glavno mesto Perzije. Tudi danes mesto ohranja veliko svoje pretekle slave. Poznano je po islamski arhitekturi, z veliko lepimi ulicami, mostovi, palačami, mošejami in minareti. Perzijci ga imenujejo tudi "Esfahan nesf-e Jahan ast" (Isfahan je pol sveta).
Trg Nakš-e Džahan je eden od največjih mestnih trgov na svetu in izjemen primer iranske in islamske arhitekture. UNESCO ga je imenoval med svetovno dediščino. Mesto ima še mnogo drugih zgodovinskih spomenikov in je znano po slikah in zgodovini.

## Zgodovina

### Prazgodovina
Zgodovina Isfahana sega nazaj do paleolitika. V zadnjih odkritjih so arheologi našli artefakte, ki datirajo v paleolitik, mezolitik, neolitik, bronasto in železno dobo.

### Preislamska doba
Mesto se pojavi postopoma v času Elamitske civilizacije (2700 - 1600 pr.n.št.) pod imenom Aspandana tudi Ispandana. V času dinastije Medijcev (678–549 pr.n.št.) je bilo trgovsko središče in začelo kazati znake stalne naselitve. Vztrajno se je razvijalo v regionalno središče, kar je bila posledica izjemno rodovitne zemlje na bregovih reke Zāyanderūd. V času Kira Velikega (Kir II. Perziski) (559-529 pr. n. št.) so združili perzijsko in medijsko ozemlje v Ahemenidsko cesarstvo ( 648-330 pr. n. št.), versko in etnično raznoliko mesto Isfahan pa je postalo zgodnji primer kraljeve verske strpnosti. Po padcu Ahemenidov, Parti (250 - 226 n. št.) nadaljujejo to tradicijo ter uvajajo helenizem v iransko kulturo in politične organizacije, ki jo je uvedla vojska Aleksandra Velikega. Pod Parti, Arsakidski guvernerji dajo velik administrativni pomen Isfahanu, zato se mestni urbani razvoj pospeši, da bi zadovoljil potrebe prestolnice. Naslednji imperij, ki vlada Perziji so Sasanidi (226-652 n. št.), ki uvedejo velike spremembe v svojem kraljestvu, vključno kmetijsko reformo in oživljajo iransko kulturo in zoroastrsko religijo. Mesto se je takrat imenovalo Spahān v srednji perzijščini. Mestu je vladal Espoohrans ali zbor članov sedmih plemenitih iranskih družin, ki so zasedali pomembne položaje pri kralju, bil pa je tudi prebivališče teh plemiških družin. Nekateri temelji mostov iz dobe Sassanidov v Isfahanu kažejo, da so kralji radi gradili ambiciozne projekte urbanističnega načrtovanja. Medtem ko je politična pomembnost Isfahana zmanjšala v tem obdobju, so mnogi Sassaniski knezi študirali umetnost vodenja mesta in razvijali njegovo vojaško vlogo. Njegova strateška lega na križišču antičnih cest med Suso in Perzepolisom je bila idealna za sedež stalne vojske, v vsakem trenutku pripravljene na pohod proti Carigradu. Ena etimološka teorija trdi, da ime "Aspahan" izhaja od Pahlavija, kot ime za "kraj vojske".

### Glavno mesto Perzije
Največji razcvet je mesto doživelo v času vladavine rodbine Safavidov, ki so Isfahan leta 1598 proglasili za prestolnico in v njem zgradili številne veličastne stavbe in zasadili vrtove. V 17. stoletju je v mestu živelo okoli 600.000 prebivalcev, ne samo iranskih šiitov ampak tudi veliko število armenskih kristjanov, Gruzijcev in Judov.
Iz tega obdobja vladavine Safavidov (16. in 17. stoletje) je večina veličastnih mošej, ki spadajo med najpomembnejše v Iranu, mnoge so vpisane na seznam Unescove svetovne dediščine. Na tem seznamu je tudi veličasten Imamov trg (prej poznan kot Meidān-e Šāh - Šahov trg, tudi Nakš-e Džahan - Slika sveta), zgrajen med letoma 1590 in 1595. S površino skoraj 9 hektarjev spada med največje trge na svetu.
Leta 1722 Isfahan osvojijo paštunski Hotakiji, nakar se začne postopen upad političnega pomena mesta. Isfahan izgubi status prestolnice, glavno mesto postane Mašhad, za njim Širaz in kasneje Teheran.

### Moderna doba
Danes je Isfahan tretje največje mesto v Iranu, znano po proizvodnji finih preprog, tekstila, jekla in raznih drugih obrti. Isfahan ima tudi eksperimentalne jedrske reaktorje, kot tudi zmogljivosti za proizvodnjo jedrskega goriva. V Isfahanu je eden največjih objektov za proizvodnjo jekla v celotni regiji, kot tudi objekti za proizvodnjo posebnih zlitin. Tukaj deluje več kot 2000 različnih podjetij. Isfahan ima veliko rafinerijo in veliko letalsko bazo. HESA je iranski proizvodni obrat za najbolj napredna letala (letalo IR.AN-140) in je v neposredni bližini mesta.
Isfahan je gostil mednarodno olimpijado za fiziko leta 2007.
Mesto ima mednarodno letališče in je v zaključni fazi izgradnje svoje prve linije podzemne železnice.

## Geografija in podnebje
Mesto leži v rodovitni ravnici reke Zāyanderūd ob vznožju pogorja Zagros, na nadmorski višini 1590 m. Isfahan ima sušno podnebje za kar je krivo 90 km proti severu oddaljeno pogorje, ki omogoča pihanje severnega vetra.
Kljub svoji višini, ima Isfahan poleti najvišje temperature okoli 36 °C. Vendar pa je z nizko vlažnostjo in zmernimi temperaturami ponoči, podnebje zelo prijetno. V zimskem času so dnevi blagi, noči pa lahko zelo hladne, lahko se pojavi tudi sneg.

## Promet

### Letališče
Isfahan ima mednarodno letališče, ki opravlja predvsem domače lete med iranskimi mesti in nekaj mednarodnih, predvsem v regionalne destinacije po vsem Bližnjem vzhodu in v osrednji Aziji, vključno Dubaj in Damask.

### Metro in Inter City
Isfahanski metro je v gradnji in bo imel 2 liniji skupne dolžine 43 km. Prva linija naj bi bila končana koncem leta 2010 dolga 21 km z 20 postajališči. Ko bo metro končan bo razširjen sistem avtobusov skupaj s taksiji kot javni prevoz znotraj urbanega območja.

### Železnica
Isfahan je priključen na tri glavne železniške proge: Isfahan-Teheran, Isfahan-Širaz in Isfahan-Yazd via Bandar Abbas in Zahedan.

### Ceste
Notranje cestno omrežje Isfahana je v fazi velike širitve, ki se je začela v zadnjem desetletju. Gradnja se je, zaradi skrbi za zavarovanje dragocenih zgodovinskih stavb, precej zavlekla. Navzven je Isfahan povezan s sodobnimi avtocestami proti Teheranu, ki se razteza na razdalji skoraj 400 km na sever in proti Širazu približno 200 km na jug. Avtoceste povezujejo satelitska mesta, ki obkrožajo mestno območje.

## Kultura

### Proizvodnja preprog
Isfahan je že dolgo eden od centrov za proizvodnjo slovitih perzijskih preprog. Tkanje je najbolj cvetelo v dobi Safavidov. Ko so Afganistanci napadli Iran in se je Safavidska dinastijo končala, je obrt začela stagnirati.

### Hrana
- Isfahan je znan po jedi Beryuni. Ta jed je narejena iz pečenega ovčjega mesa in pljuč, ki se zmelje in nato kuha v posebni majhni ponvi na odprtem ognju s ščepcem cimeta. Beryuni se običajno je z določeno vrsto kruha "nan - e taftton".

- Fesenjan, v pečici kuhana enolončnica s sladko in kiselkasto omako, ki vsebuje dve osnovni sestavini, melaso iz granatnega jabolka in zmlete orehe, kuhano s piščancem, raco, jagnjetino ali govedino in postreženo z rižem.

- Gaz -poimenovanje perzijskega nugata, za katerega se uporabi sok angebin, rastline iz družine tamariska, ki raste le na obrobju Isfahana. To je pomešano z različnimi sestavinami: z rožno vodo, pistacijami in mandljevimi jedrci ter žafranom.

- Khoresht - e mast (jogurtova obara) je tradicionalna jed v Isfahanu. Za razliko od drugih enolončnic ne služi kot glavna jed in z rižem. Bolj je podobno pudingu in služi kot jed ali sladica. Jed je narejen z jogurtom, jagnjetino/ovčjim mesom ali piščancem, žafranom, sladkorjem in pomarančno lupino. Iranci bodisi dajo pomarančno lupinico v vodo za en teden ali več ali jo pustijo vreti nekaj minut, tako da postanejo sladke in pripravljene za uporabo. Ta jed pogosto spremlja praznovanja in poroke.

- Pulaki - ime za vrsto sladkarij, ki se oblikuje v tanke kroge, kot so kovanci in postrežejo s čajem ali drugimi toplimi napitki.

## Znani ljudje
- Jalal al din Taj Esfahani, 1903, vokalist iranskega klasične glasbe
- Hasan Kasaie, 1928, igralec na ney (ney je glasbeni instrument, ki se uporablja v iranski klasični glasbi)
- Jalil Shahnaz, 1921, igralec na Tar (vrsta brenkala)
- Freydoon Rassouli, umetnik in ustanovitelj gibanja Fusionart
- Master Ahmad Archang, umetnik in oblikovalec Isfahanskih vzorcev preprog
- Reza Arhamsadr, 1923–2008, slavni oče perzijskega komičnega filma in gledališki igralec
- Asghar Farhadi, 1972, z Oscarje nagrajeni direktor
- Soraya Esfandiary-Bakhtiari, 1932–2001, nekdanja iranska princesa in igralka
- Homayoun Ershadi, 1947, Hollywoodski igralec in arhitekt
- Bogdan Saltanov, 1630s–1703, ruska slikarska ikona, Isfahanec armenskega porekla
- Sumbat Der Kiureghian, 1913–1999 (سمبات دِر كيوُرغيان), Isfahanski armenski slikar
- Hossein Mosaverolmolki, 1889–1969, (حسين مصورالملكي), slikar in miniaturist
- Hamid Mosadegh, 1939–1998, pesnik in pravnik
- Hatef Esfehani, perzijski pesnik v dobi Afsharye
- Helen Ouliaei Nia, literarni kritik
- Houshang Golshiri, 1938–2000, pisatelj in urednik
- Kamal ed-Din Esmail
- Mirza Abbas Khan Sheida, 1880–1949, pesnik in založnik
- Mohammad-Ali Jamālzādeh Esfahani, 1892–1997, avtor
- Saib Tabrizi
- Allamah al-Majlisi, 1616–1698, Safavidski duhovnik, Sheikh ul-Islam in Isfahan
- Ayatollah Rahim Arbab chiarmahini, 1847–?, duhovnik,položaj  Ayatollah-al-ozma
- Ayatollah Mohammad Beheshti, 1928–1981, duhovnik, predsednik Sveta revolucije v Iranu
- Ayatollah Mohammad Beheshti, 1928–1981, duhovnik, predsednik Sveta revolucije
- Mohammad-Ali Foroughi, politik in  predsednik vlade Irana v času druge svetovne vojne
- Shapour Bakhtiar, bivši predsednik vlade
- Hossein Fatemi, 1919–1954, dr., politik (zunanji minister v kabinetu Mohamed Mossadegha)
- Ahmad Amir-Ahmadi, 1906–1965, vojskovodja in član kabineta ministra
- Hossein Kharrazi, vodja vojske v vojni med Iranom in Irakom
- Mohsen Nourbakhsh, 1948–2003, ekonomist, guvernerja Centralne banke Irana
- Nusrat Bhutto, predsednica pakistanske ljudske partije med letoma 1979–1983, žena Zulfikar Ali Bhutto in mati Benazir Bhutto.
- Dariush Forouhar, (avgust 1928 - november 1998) je bil ustanovitelj in vodja Hezb-e Mellat-e Iranu (stranke Nation of Iran)

## Izobraževanje
Poleg semeniščnih in verskih šol, so glavne univerze za metropolitansko območje Isfahana naslednje:
- Univerze
  - Isfahanska Univerza za umetnost
  - Isfahanska Univerza medicinskih znanosti
  - Isfahaskan Univerza za tehnologijo
  - Isfahanska Univerza
  - Islamska Azad Univerza Najafabad
  - Allame Majlesi Branch, Islamska Azad Univerza[6]
  - Univerza v Isfahanu
- Visoke šole
  - Visoka šola Harati
  - Visoka šola Adab
  - Imam Mohammad Bagher izobraževalni kompleks
  - Mahboobeh Danesh (Navaie)
  - Visoka šola Shahid Ejei
  - Visoka šola Farzanegan e Amin
  - Imam Sadegh izobraževalni kompleks

Obstaja tudi več kot 50 tehničnih in poklicnih centrov pod upravo Esfahan TVTO, ki zagotavljajo neformalne programe za prosto usposabljanja po vsej pokrajini.

## Glavne znamenitosti

### Verske zgradbe
- Petkova mošeja v Isfahanu (perzijsko: مسجد جامع اصفهان‎ Masjid-e-Jāmeh Isfahān), 9. st.
- Šahova mošeja (perzijsko مسجد شاه‎), 17. st.
- Mošeja Šejka Lotfalaha, (perzijsko مسجد شیخ لطف الله‎), 17. st
- Hakimova mošeja, (perzijsko: مسجد حکیم‎) 17. st.
- in druge mošeje: Ilchi, Jarchi, Lonban, Maghsoudbeyk, Mohammad Jafar Abadei, Rahim Khan, Roknolmolk
- Stolnica Vank – armenska apostolska cerkev iz 17. stoletja
- Kelisaje Marjam (Cerkev sv. Marije)

### Palače in karavan-seraji
- Ālī Qāpū (kraljeva palača) –zgodnje 17. stoletje
- Palača Talar-e-Ašraf  – 1650
- Palača Hašt-Behešt (Palača osmih rajev) – 1669
- Palača paviljon Čehel Sotun (Palača štirideset stebrov) – 1647
- Šahov karavanseraj
- Gozdni park Najvan

### Medrese
- Čahar Bagh
- Harati
- Kassegaran
- Khajoo
- Nimavar
- Sadr

### Trgi in ulice
- Trg Nakš-e Džahan imenovan tudi "Šahov trg" ali "Imamov trg" – 1602.
- Meydan Kohne (Stari trg)
- Avenija Čahar bag – 1596.
- Avenija Čahar bag-e-khajou

### Bazar
- Šahov Bazar

### Mostovi
Reka Zājande izvira v gorovju Zagros in teče od zahoda proti vzhodu skozi središče Isfahana ter ponikne v puščavi Kavir.
Nekateri mostovi čez reko so najlepše arhitekturne mojstrovine v mestu. Najstarejši most je Pol-e Šahrestan, ki je bil verjetno zgrajen v 11. ali 12. stoletju, v času Seldžukov. 
Gorvodno je most Pol-e Khaju, ki je bil zgrajen v času Šaha Abasa II. leta 1650. Dolg je 123 metrov in ima 24 lokov in služi tudi kot zapornica. 
Naslednji most je Pol-e Jubi. Prvotno je bil zgrajen kot akvadukt za dobavo vode v vrtove palače na severnem bregu reke. 
Dalje navzgor je most Si-o-seh Pol ali most 33 lokov iz leta 1602. Zgrajen je bil v času vladavine šaha Abasa I. Velikega in povezuje Isfahan z armenskim predmestjem Jolfa. To je daleč najdaljši most v Isfahanu in meri 295 m.

### Minareti
- Ali minaret
- Bagh-e-Ghoushkhane minaret
- Chehel Dokhtaran minaret
- Dardasht minarets
- Darozziafe minarets
- Menar Jonban
- Sarban minaret

### Mavzoleji in/ali grobnice
- Mavzolej Al-Rašid
- Mavzolej Baba Gasem
- Mavzolej Safavidske princese
- Grobnica Nizam al-Mulk
- Mavzolej Saeb
- Mavzolej Šahšahan
- Mavzolej Soltan Bakht Aga

### Emamzade (svetišča-grobnice)
- Emamzada Ahmad
- Emamzada Esmaeil
- Emamzada Haroun-e-Velayat
- Emamzada Džafar
- Emamzada šaha Zejda

## Mednarodne povezave
Isfahan ima uradne povezave z naslednjimi kraji (pobratena/prijateljska mesta oz. mesta-dvojčki):
| - Baalbek, Libanon - Barcelona, Španija - Katmandu, Nepal - Kairo, Egipt - Dakar, Senegal - Firence, Italija - Freiburg, Nemčija - Havana, Kuba - Hiderabad, Andra Pradeš, Indija | - Iaşi, Romunija - Istanbul, Turčija - Kuala Lumpur, Malezija - Kuvajt, Kuvajt - Lahore, Pakistan - Sankt Peterburg, Rusija - Benetke, Italija - Xi'an, Shaanxi, Kitajska - Erevan, Armenija(1995) |